# Eesti Raudtee
Eesti Raudtee (eller EVR) är den estniska statliga järnvägen. Estlands motsvarighet till det svenska Statens Järnvägar. Bolaget ansvarar för den statliga järnvägsinfrastrukturen och kör även godstrafik i egen regi. Passagerartrafiken bedrivs sedan 2014 av det statliga passagerartrafikbolaget Elron.